# Anémic Cinéma

Anémic Cinéma est un film expérimental muet, en noir et blanc, de 7 minutes réalisé par Marcel Duchamp en 1926. Ce court-métrage 35 mm fait alterner le tournoiement de disques optiques, que Duchamp appelle Rotoreliefs, avec des séquences de jeux de mots en français. Dans le titre lui-même, Duchamp joue avec l'anagramme de Cinéma.

## Le film
Les Rotoreliefs sont des disques de carton, imprimés de motifs en spirale, utilisés sur des tourne-disques, afin de produire l'illusion du volume ; leur rotation produit des effets de renflement et de creusement. Il y a un jeu sur l'illusion optique : selon les spectateurs, les disques sont tantôt vus en creux, tantôt en relief 
. Duchamp déposera l'idée auprès du Tribunal de commerce de la Seine le 9 mai 1935 et les présentera en août de la même année au concours Lépine. L'aventure est un désastre financier ; cependant, certains spécialistes d'optique ont pensé qu'ils pourraient être utiles pour restaurer une vision en trois dimensions chez les personnes avec un seul œil .
Le film est une succession de plans fixes : les dix séquences de disques Rotoreliefs alternent avec neuf séquences où sont filmés des disques où sont inscrits des jeux de mots, calembours et allitérations en français, disposés en spirales :
- Bains de gros thé pour grains de beauté sans trop de bengué.
- L'enfant qui tète est un souffleur de chair chaude et n'aime pas le chou-fleur de serre-chaude.
- Si je te donne un sou, me donneras-tu une paire de ciseaux ?
- On demande des moustiques domestiques (demi-stock) pour la cure d'azote sur la côte d'Azur.
- Inceste ou la passion de famille, à coups trop tirés.
- Esquivons les ecchymoses des Esquimaux aux mots exquis.
- Avez-vous déjà mis la moelle de l'épée dans le poêle de l'aimée ?
- Parmi nos articles de quincaillerie paresseuse, nous recommandons le robinet qui s'arrête de couler quand on ne l'écoute pas.
- L'aspirant habite Javel et moi j'avais l'habite en spirale.

Le titre du film est en forme de palindrome imparfait.

## Réalisation et réception
Duchamp signe le film de son alter ego Rrose Sélavy. Il le réalise en collaboration avec Man Ray et Marc Allégret, pendant l'été 1926 ; Anémic cinéma est filmé image par image, selon la technique des dessins animés.
Il est présenté en décembre 1926 au Fifth Avenue Theater de New York, sans susciter de réaction particulière .
En décembre 1936, la galerie Julien Levy à New York propose une projection du film, avec le film-collage Rose Hobart de Joseph  Cornell, et L’Étoile de mer de Man Ray ,.